# Historia Kostaryki
Historia Kostaryki – terytorium tego państwa było zamieszkane już przed naszą erą. W 1502 roku do jego wybrzeża dotarł Krzysztof Kolumb, co rozpoczęło etap obecności hiszpańskiej na tych ziemiach. Pod panowaniem Hiszpanii obszar ten wchodził w skład Audiencji Gwatemali. Rdzenna ludność padła ofiarą licznych chorób, przywiezionych z Europy, poddawana była też wyzyskowi przez konkwistadorów. W kostarykańskiej prowincji głównym produktem eksportowym stało się kakao. Kostaryka ogłosiła niepodległość od Hiszpanii 29 października 1821 roku, a następnie weszła w skład Republiki Federalnej Ameryki Środkowej. Po rozpadzie tej federacji Kostaryka pozostała niepodległym państwem, aczkolwiek niepodległości tej musiała bronić – w latach 1856–1857 awanturnik William Walker próbował zbrojnie włączyć to państwo do USA. Podczas rządów Tomása Guardii Gutiérreza Kostaryka przeszła wiele postępowych reform i otrzymała konstytucje. W XIX wieku demokracja kostarykańska została zagrożona jedynie dwa razy – 1917 roku władzę na krótko przejął Federico Tinoco Granados, a w 1948 roku odmowa uznania wyników wyborów doprowadziła do wojny domowej. Przywódca rebeliantów José Figueres Ferrer przez długi czas odgrywał kluczową rolę w kostarykańskiej polityce. Państwu udało się w znacznej mierze uniknąć problemów z dyktaturami i zbrojnym oporem charakterystycznych dla regionu, stało się nawet inicjatorem planów pokojowych. Również kostarykańska gospodarka – mimo częstych kryzysów – notowała zadowalający na tle pozostałych republik Ameryki Centralnej rozwój.

## Okres przedkolumbijski

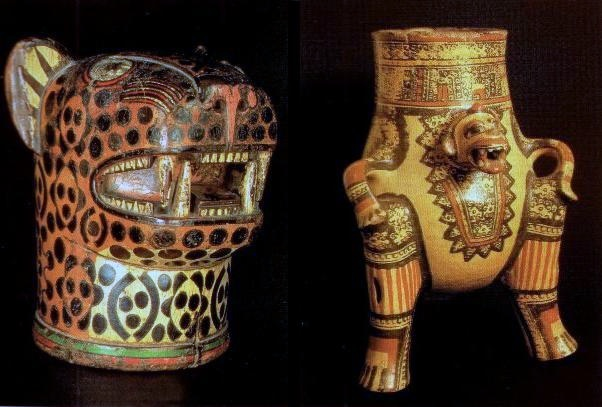
Przykład przedkolumbijskiej sztuki Kostaryki

Ludzie pojawili się na terytorium Kostaryki najprawdopodobniej ok. 12–8 tys. lat p.n.e. Archeolodzy wydzielają liczne kultury, które funkcjonowały na terytorium państwa. W części południowej jest to kultura Gran Chiriquí, co do której wyróżniono fazy: Wczesne Chiriquí (-200–200), Gran Chiriquí (200–700), Sierpe (700–1000) i znów Chiriquí (1000–1530). Na wschodzie terenu Kostaryki występowały kolejno kultury Dorzecza Atlantyckiego (100–500), La Selva-Curidabad (500–800) i Cartago-La Cabaña (800–1530), na północy były to zaś Gran Nicoya (100–500) i kultura ceramiki polichromowanej (500–1530).
Do uznanych zabytków kultury przedkolumbijskiej z Kostaryki należą osady wodzowskie oraz kamienne kule wpisane na listę światowego dziedzictwa UNESCO.

## W ramach Audiencji Gwatemali

### Kolonizacja hiszpańska

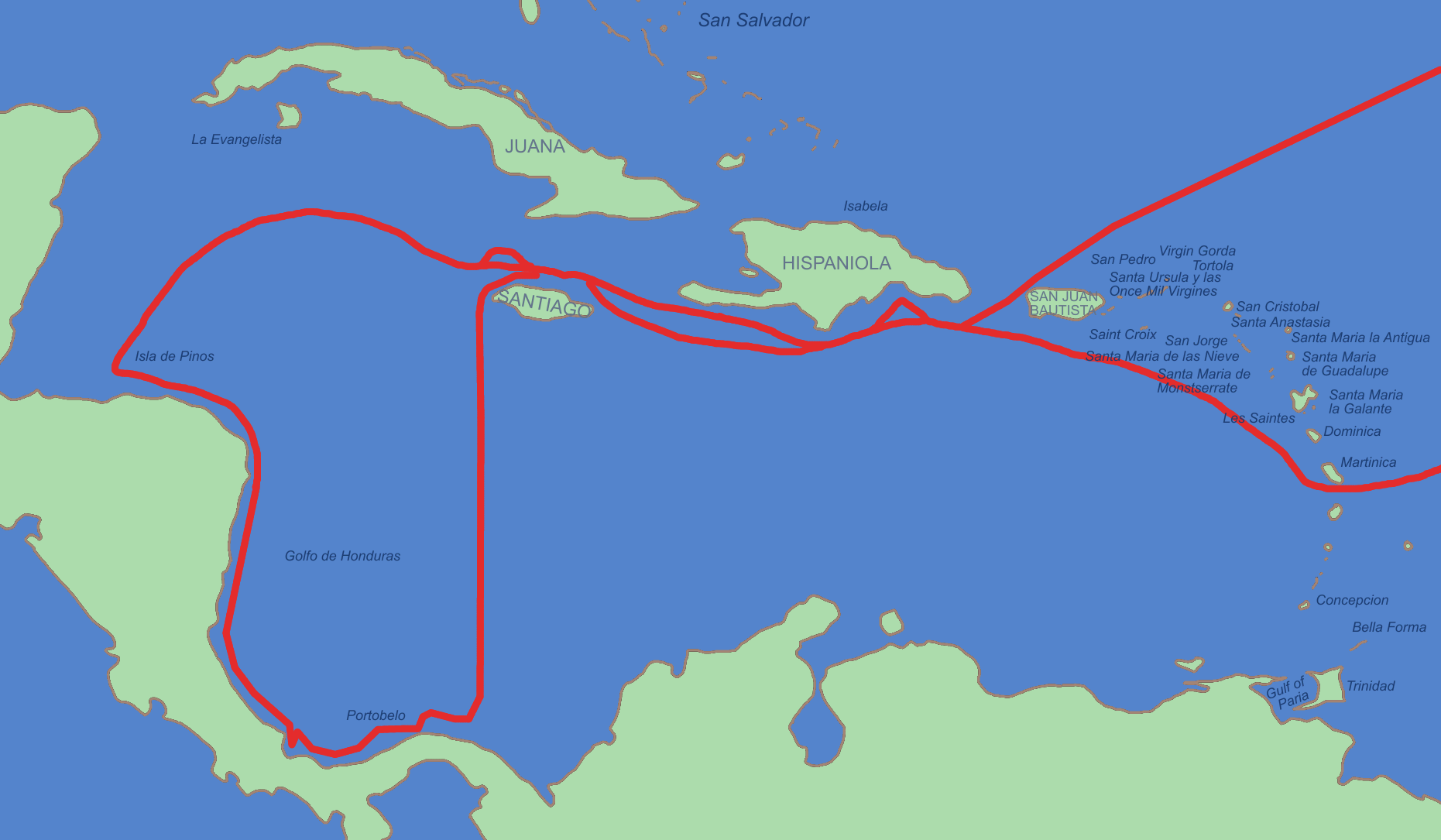
IV wyprawa Krzysztofa Kolumba

W 1502 roku do wybrzeża Kostaryki dotarł Krzysztof Kolumb. Spotkał się z życzliwym przyjęciem tubylców, a także zauważył dużą obfitość posiadanego przez nich złota. Z tego powodu Gil Gonzales de Avilla nazwał to wybrzeże Costa Rica, czyli „bogate wybrzeże”. Wyprawę w celu założenia kolonii na wschodnim wybrzeżu Kostaryki podjął w 1506 roku mianowany gubernatorem Diego de Nicuesa. Spotkał się jednak z nieprzychylnym przyjęciem ludności miejscowej, która odmawiała wszelkich kontaktów i niszczyła zbiory mogące wpaść w hiszpańskie ręce. Stało się to główną przyczyną niepowodzenia ekspedycji. Następna próba została podjęta z południa. Idąca zachodnim wybrzeżem kontynentu wyprawa została przetrzebiona przez choroby, udało się jej jednak zdobyć znaczne ilości złota i pereł oraz nawrócić na katolicyzm część Indian zamieszkujących te tereny. Pierwsze próby kolonizacji Kostaryki przez Hiszpanów zakończyły się fiaskiem, natomiast skutkiem kontaktu rdzennej ludności z Europejczykami były epidemie ospy prawdziwej, które zdziesiątkowały miejscową populację. Wnętrze Kostaryki spenetrowane zostało w 1522 przez wyprawę, której przewodził Gil Gonzáles Dávila i Francisco Hernández de Córdoba.
Ziemie Kostaryki włączono do królestwa Nowej Hiszpanii w 1535, jednak władztwo Hiszpanów było tutaj pozorne. Faktycznie obszar ten podbił w imieniu Hiszpanii Juan Vasquez de Coronado w latach 1561–1565. Założył on pierwszą stolicę Kostaryki Cartago. Już w czasie podboju de Coronado miejscowi Indianie występowali zbrojnie przeciwko Hiszpanom. Kolejne bunty w latach 1673 i 1709 spotkały się z ostrą reakcją kolonizatorów i doprowadziły do ich nieomal całkowitego wyniszczenia Indian.

### Okres kolonialny

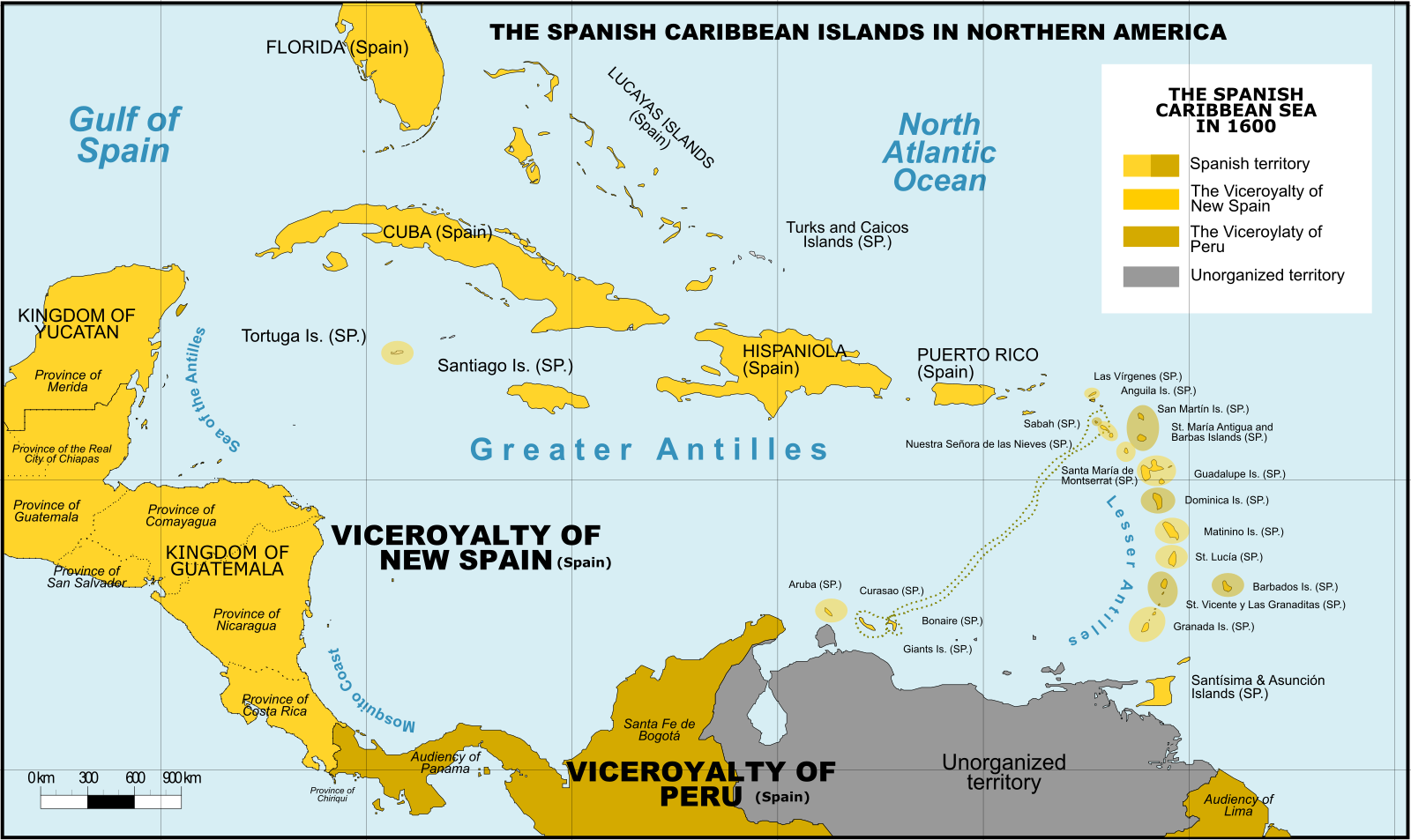
Położenie prowincji na tle innych posiadłości hiszpańskich

W 1574 po wyznaczeniu granic Kostaryka została włączona do Audiencji Gwatemali (kapitanii generalnej Gwatemali). Ponieważ znajdowała się na jej peryferiach miała bliższe relacje z sąsiadującą z nią Panamą. Od momentu pojawienia się stałych osiedli hiszpańskich na tym terenie eksportowano na teren przesmyku surowce spożywcze, takie jak mąka, kukurydza, drób i żywa trzoda chlewna. Transport odbywał się głównie przy pomocy floty handlowej. Załadunek towarów miał najczęściej miejsce w portach karaibskich takich jak Puenta Blanca, Suerre i Moín oraz La Caldera na wybrzeżu Oceanu Spokojnego. Drogą lądową transportowane były muły potrzebne przy przewożeniu towarów między brzegami Panamy. W tym przypadku Kostaryka stanowiła najczęściej teren przejściowy pomiędzy leżącymi na zachód prowincjami audiencji a przesmykiem, ludność zaopatrywała handlarzy w pożywienie i czasami pobierała od mułów dodatkowe podatki. Handel żywnością podupadł znacząco w latach osiemdziesiątych XVII wieku, kiedy to w znacznym stopniu funkcję spichlerza Panamy przejęło Peru. Z produktów eksportowych występujących na pacyficznym wybrzeżu Kostaryki na mniejszą skalę pozyskiwano perły oraz węże morskie, z których produkowano niebieski barwnik. Na wybrzeżu karaibskim Indianie byli zobowiązani w ramach  trybutu do zbierania dla przybyszy dziko rosnącą roślinę Aralia nudicaulis, uważaną w tym okresie za wspaniały środek medyczny. Narzucany trybut bywał niekiedy bardzo wysoki – na przykład w latach 1599–1602 Indianie z wiosek Yurusti i Barva skarżyli się, że przez zbieranie aralii nie mają czasu na doglądanie własnych zasiewów, a niektórzy z nich uciekali do terenów nieobjętych wpływem hiszpańskich osadników. Poza tym ucieczkę Indian z wybrzeży powodowały powtarzające się ataki angielskich piratów.

#### Populacja
Ponieważ Kostaryka została podbita przez konkwistadorów później niż większa część Ameryki Centralnej, ominął ją okres polowania na Indian w celu pozyskania niewolników, który szczególnie dotkliwie dotknął terytorium Nikaragui. Chociaż pierwsze epidemie, które wybuchały w rejonie w latach 1520, 1531 i 1545–1548 dosięgły swym zasięgiem również tereny Kostaryki, to wkraczający do niej Hiszpanie ocenili jej gęstość zaludnienia na wysoką. Juan Vasquez de Coronado w słanych do metropolii raportach zachęcał nowych osadników do przyjazdu, jako że liczba Indian może zapewnić każdemu z nich enconomiendę. Według jego danych z 1563 roku w prowincji miało znajdować się 20 000 Indian objętych trybutem, zaś najniższe dane prezentowane przez przeciwników napływu nowych imigrantów mówiły o 7 000. Dane te pozwalają oszacować liczbę wszystkich Indian na kolejno 80 000 i 28 000, przy założeniu, że na jednego mężczyznę przypadało trzech członków rodziny. Druzgocąca w skutkach dla tej populacji była pandemia dżumy płucnej, ospy prawdziwej oraz odmiany (odmian?) tyfusu zwanej matlazáhuatl lub gucumatz z lat 1576–1581. W 1581 roku według danych kościelnych było już tylko około 7000 Indian, a dwa lata później ich liczba została obliczona na 4504 osoby. Lokalne, znacznie łagodniejsze w skutkach epidemie nawiedzały Kostarykę w latach: 1573, 1614, 1645, 1690 i 1737.
Jednocześnie ze spadkiem liczby autochtonicznej ludności wzrastała populacja mieszkańców pochodzenia hiszpańskiego i mieszanego. Według danych z 1573 roku było to 55 rodzin, w 1645 naliczono już 200 rodzin, a w 1675 liczbę rodzin szacowano na 500–700. Dane o rdzennej ludności w XVII wieku podają szacunki 3200 w 1645 roku, 1600 w 1665, 2000 w 1675 i ponownie 1600 w 1681 roku. Dokładny spis ludności indiańskiej przeprowadzony w 1714 roku ustalił jej liczebność na 999 osób. W odróżnieniu od terytoriów przyległych wojownicze usposobienie rdzennej ludności i konserwatyzm kolonizatorów, pochodzących głównie z Galicji i Kraju Basków, powodował, że niewielki udział w społeczeństwie mieli metysi.
W XVIII wieku nastąpił gwałtowny wzrost populacji w całej Ameryce Centralnej. Według danych z 1778 roku na terenie Kostaryki zamieszkiwało już 30 000 ludzi, a mimo to pozostawała najsłabiej zaludnioną prowincją Audiencji.
Istotną cechą populacji pod koniec epoki kolonialnej był niewielki odsetek ludności pochodzenia innego niż europejskie. Znacznie mniejsze niż w innych koloniach było rozwarstwienie ekonomiczne społeczeństwa.

### Izolacja
W związku z ciągle słabnącym dostępem do sił roboczej w Audiencji Gwatemali narastał kryzys ekonomiczny. Wpłynął on na znaczne ograniczenie kontaktów pomiędzy stolicą kolonii a najdalej od niej wysuniętą Kostaryką. Władze faworyzowały mieszkańców Gwatemali i nowo przybyłych Hiszpanów, do tego stopnia, że nowe enconomiendy znajdujące się w prowincji Kostaryce nie był przydzielane jej mieszkańcom. W drugiej połowie XVII wieku sam system enconomiendy przestał już mieć ekonomiczną rację bytu z powodu niedoboru rąk do pracy.

### Kakao
Kakao było głównym towarem eksportowym wytwarzanym w całej Ameryce Centralnej. O ile jednak w pozostałych prowincjach audiencji boom przypadał na wiek XVI, to w Kostaryce w tym czasie kakao było jedynie lokalnym towarem wymiennym Indian. Masowa uprawa została zainicjowana przez Kreolów około 1660 roku, na karaibskim wybrzeżu, w okolicach Suerre, Matiny i Moín (lokalizacja późniejszego Limón). Umiejscowienie to było korzystne w porównaniu z położonymi nad Pacyfikiem plantacjami w sąsiednich prowincjach, pozwalało bowiem zaoszczędzić na transporcie lądowym. Plantatorzy natrafili jednak na identyczny jak tam problem braku siły roboczej. Wykorzystywanie Indian z okolicy oddalonej wioski San Bartolomé de Urinama. Po 1690 roku gubernator zakazał przemieszczania tych Indian, co mocno uderzyło we właścicieli. Nieliczni czarni niewolnicy i wyzwoleńcy nie byli wystarczającą siłą roboczą, zaczęto więc brać w niewolę Indian z niepodbitych jeszcze terenów. W procederze tym brali udział również angielscy piraci i Zambo zamieszkujący Wybrzeże Moskitów.
Osobnym problemem było znalezienie rynku zbytu dla uprawianego kakao. Statki handlowe bardzo rzadko odwiedzały wybrzeże Audiencji Gwatemali, nie były więc odpowiednim partnerem. Plantatorzy uciekali się więc do nielegalnego handlu z Brytyjczykami z Jamajki. Przeszkodą w szmuglu był brak zaufania między partnerami, mieszkańcy Jamajki zajmowali się bowiem głównie piractwem, a dopiero w dalszej kolejności handlem. Trend ten zaczął się zmieniać w ostatnim piętnastoleciu XVII wieku, ciągle jednak piraci stanowili poważny problem. Kostaryka nie była przygotowana do obrony swojego terytorium, nie mogła liczyć na jakąkolwiek pomoc w tym zakresie ze strony audiencji, sporadycznie otrzymywała ją od Panamy. W związku z tym na producentów kakao nakładano dodatkowe podatki w celu poprawienia obronności.
Bardzo sporadyczna wymiana handlowa wywołała brak środków płatniczych w prowincji. Był on na tyle poważny, że władze były zmuszone wykorzystać kakao jako oficjalny środek płatniczy na terenie Kostaryki. Tak na przykład w 1703 roku ustalono oficjalny przelicznik, podług którego sto ziaren kakao odpowiadało jednemu srebrnemu realowi.

### Gwatemalskie oświecenie
W odizolowanej od reszty świata Audiencji, w drugiej połowie XVIII wieku miał miejsce nagły rozwój nauki i kultury nazywany gwatemalskim oświeceniem. Jego centrum był uniwersytet w Gwatemali, ale wśród wybitnych postaci znajdowały się również osoby pochodzące z odległych prowincji kolonii. Najwybitniejszym przedstawicielem Kostaryki był José Antonio Goicoechea. Doprowadził on do reformy uniwersytetu w 1782 roku, sprowadzał liczne książki oraz był współzałożycielem Królewskiego Towarzystwa Ekonomicznego Przyjaciół Kraju. Sam był kaznodzieją i wykładowcą, nauczał fizyki eksperymentalnej, geometrii, optyki, geografii i astronomii.

## Republika Federalna Ameryki Środkowej

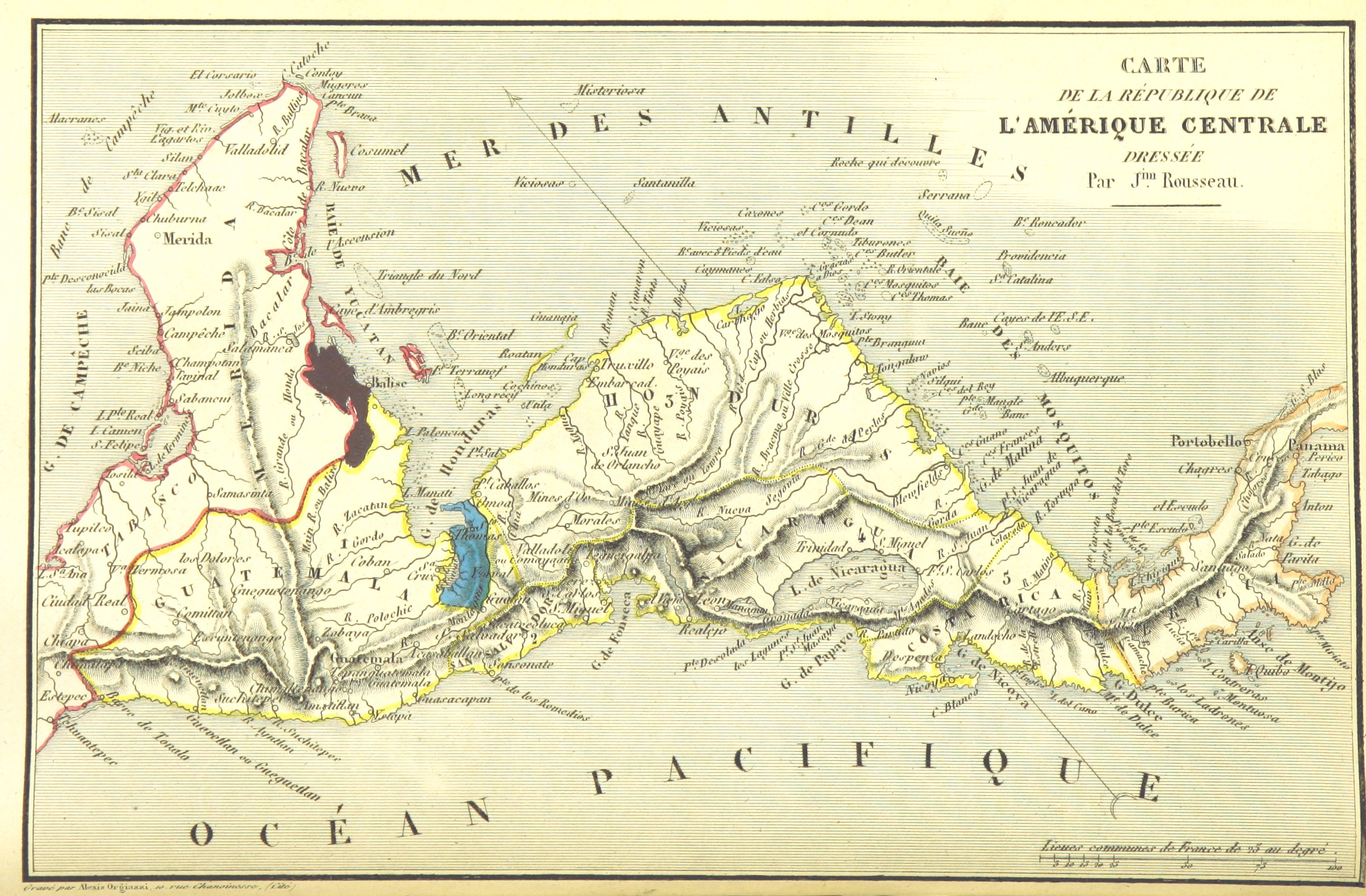
Mapa Republiki Federalnej Ameryki Środkowej

Na początku XIX wieku na terenie hiszpańskich kolonii Ameryce Łacińskiej doszło do wzrostu dążeń separatystycznych. W Ameryce Centralnej objawił się on początkowo dość słabo. San José stało się w 1808 i 1812 roku areną walk o podłożu ekonomicznym przeciwko monopolom handlowym. Kolejne lata względnego spokoju zakończyły się w 1821 roku. W Gwatemali utworzono juntę, która 15 września 1821 roku ogłosiła niepodległość. W łonie junty ścierały się koncepcje przyłączenia do Cesarstwa Meksyku lub pozostania niepodległym, demokratycznym państwem. Kostaryka nie oczekiwała na wynik sporu – 29 października ogłosiła ona niepodległość.
Również w Kostaryce dwie frakcje walczyły między sobą o kierunek jaki należało obrać. Konserwatyści z Cartago i Heredia postulowali przyłączenie się do Meksyku, zaś liberałowie z San José i Alajueli stawiali na federację w ramach Ameryki Centralnej. Walki zakończyły się w 1823 roku, po bitwie pod wzgórzami Ochomongo wygranej przez republikanów. Stolica Kostaryki została przeniesiona z Cartago do San José, a państwo weszło w skład Zjednoczonych Prowincji Ameryki Środkowej (od 22 lipca 1824 roku pod nazwą Federalna Republika Ameryki Środkowej).
Sytuacja w Republice nie była spokojna już od chwili jej powstania. Cały czas ścierały się w niej stronnictwa liberałów i konserwatystów, jak również zwolenników i przeciwników federacji. Po okresie reform wprowadzanych przez liberałów, w 1838 roku władzę przejął zbrojnie fanatyczny katolik i konserwatysta José Rafael Carrera, który rozpoczął rządy terroru. Spowodowało to falę secesji, rozpoczętej w kwietniu tego roku przez Nikaraguę. Kostaryka wraz z Hondurasem i Gwatemalą wystąpiły z federacji pod koniec roku. Ostatni prezydent Federalnej Republiki Ameryki Centralnej Francisco Morazán próbował nieskutecznie odtworzyć państwo. Pierwszą próbę podjął w 1839 roku jako prezydent Salwadoru, został jednak pokonany przez Carrerę. Drugą próbę podjął na terytorium Kostaryki, gdzie wylądował w kwietniu 1842 roku. Chociaż udało mu się przejąć władzę, to nie był w stanie zjednać sobie Kostarykan, którzy obalili go i rozstrzelali 15 września.

## Niepodległość

### Pierwsza republika

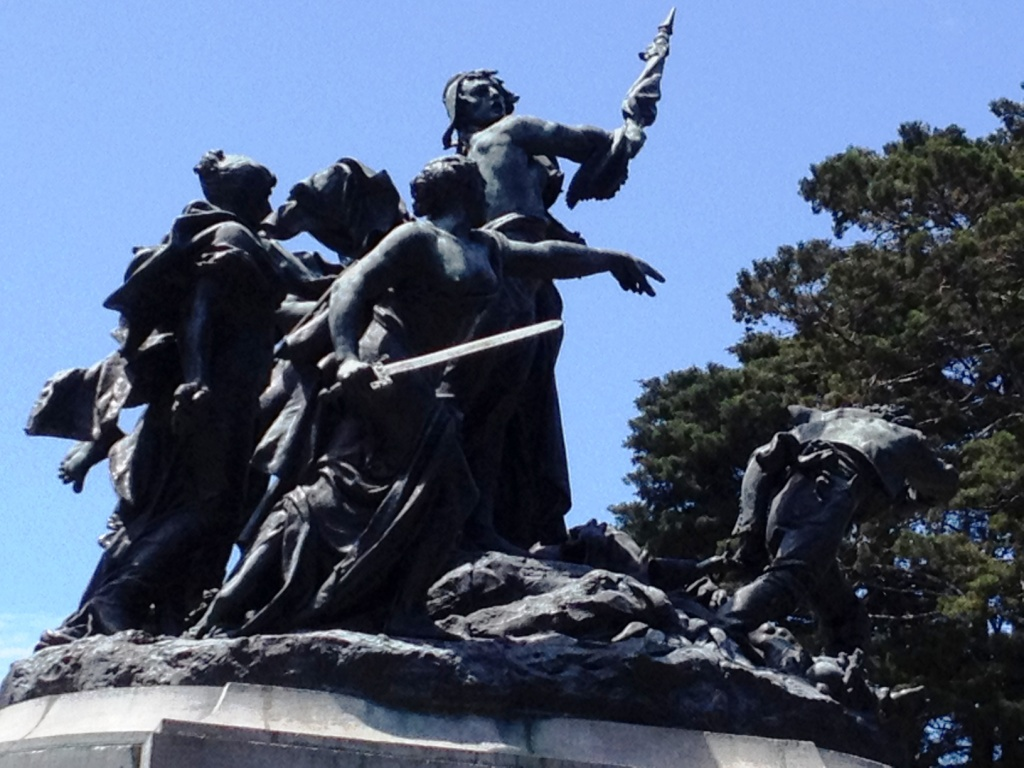
Pomnik w San José upamiętniający walki z wojskami Williama Walkera.

Rządzący Kostaryką po uzyskaniu niepodległości liberalny prezydent Braulio Carrillo Colina przeprowadził wiele postępowych reform. Podzielił on grunty rolne między chłopów, co stało się podstawą przyszłego egalitarnego społeczeństwa, zniósł dziesięciny i niektóre święta kościelne. W następnym dziesięcioleciu władze wspierały rozwój edukacji, założono wiele szkół dla obu płci, jak również uniwersytet.
Kostaryka formalnie proklamowała niepodległość dopiero w 1848 roku. W 1856 roku państwo stało się głównym obrońcą Ameryki Centralnej przed zamierzeniami Williama Walkera, który pragnął stworzyć z pięciu republik protektorat Stanów Zjednoczonych. Zwycięstwa Kostarykan w marcu i 11 kwietnia tego roku nie pozwoliły osiągnąć im pełnego zwycięstwa, jako że w kraju wybuchła epidemia cholery. Rozstrzygnięcie udało osiągnąć się w marcu 1857 roku, kiedy to siły Kostaryki przy wsparciu wielu innych państw (głównie Wielkiej Brytanii) pokonała samozwańczego władcę Nikaragui.

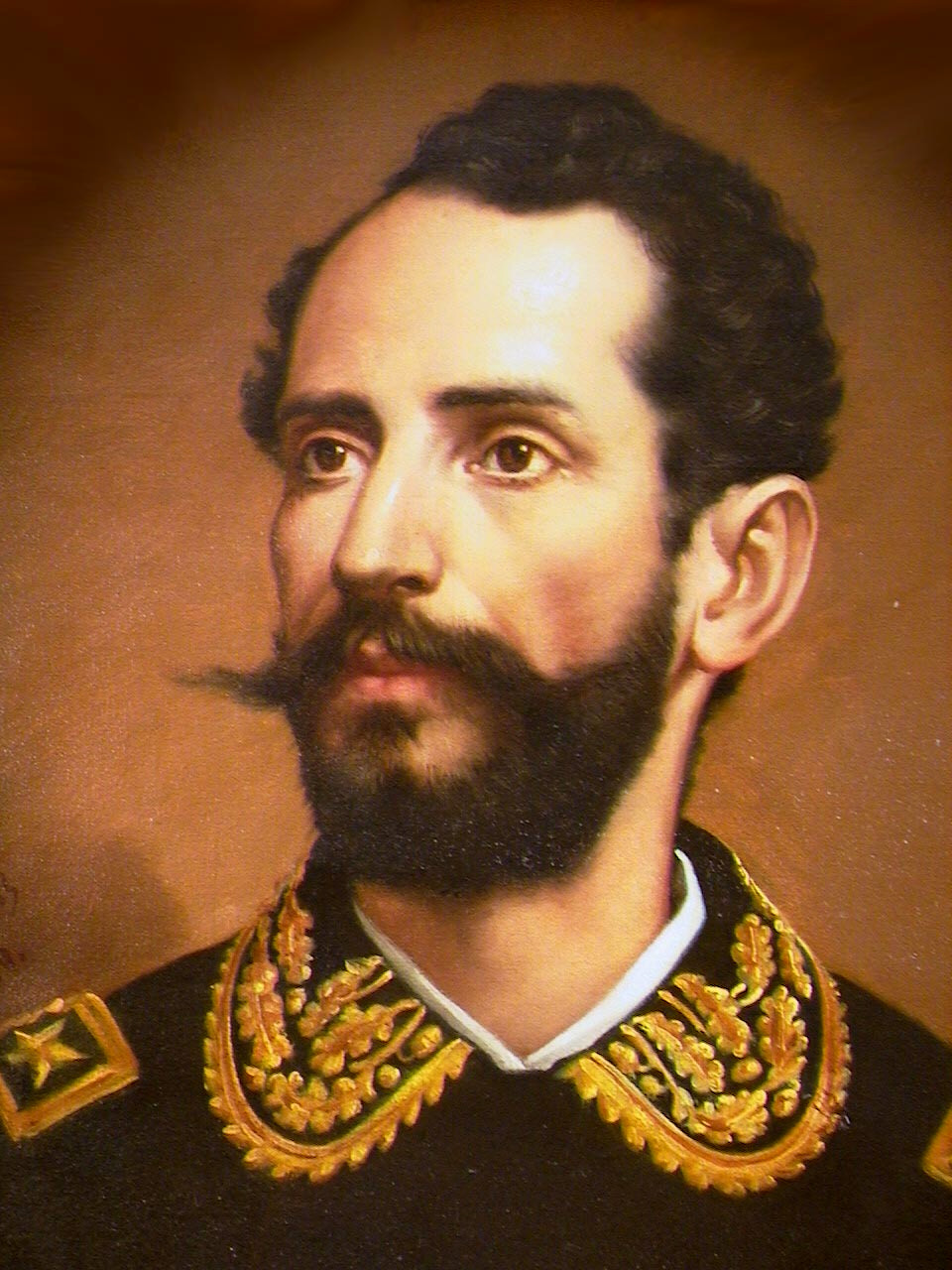
Dyktator Tomás Guardia Gutiérrez doprowadził do uchwalenia liberalnej konstytucji, wprowadził też wiele postępowych reform

W latach 1870–1882 władzę w republice sprawował w dyktatorski sposób Tomás Guardia Gutiérrez. W 1871 roku została uchwalona konstytucja, odwołująca się do liberalnych wartości. Charakterystyczne dla Kostaryki było to, że prawa w niej zawarte powszechnie respektowano. Gutiérrez wprowadził w państwie liczne reformy. Zmodernizował armię na wzór pruski i administrację cywilną (centralizacja). Rozwijał też edukację, opiekę zdrowotną i transport.
Przeprowadzone reformy przysporzyły Gutiérrezowi wielu zwolenników. Jedynie prezentowany przez niego antyklerykalizm nastawił do niego wrogo grupę działaczy katolickich, którzy zrzeszyli się w Związek Katolicki. W wyborach z 1889 roku (już po śmierci dyktatora) kandydat wystawiony przez Związek zdołał pokonać przeciwnika z obozu liberałów. Dzięki postawie inteligencji i zwolenników elekta udało się zapobiec przewrotowi wojskowemu, po raz pierwszy w historii Kostaryki opozycja przejęła władzę w sposób pokojowy.
Ekonomia państwa w drugiej połowie XIX wieku oparta była na eksporcie kawy, a także – od lat 70. – bananów. W latach 1871–1890 wybudowano pierwszą linię kolejową, która miała ułatwić przedsiębiorcom ze Stanów Zjednoczonych transport towarów. Pod koniec wieku Kostaryka stała się terenem ekonomicznej ekspansji firmy American Fruit Comapany, wspomaganej przez kostarykański rząd zwolnieniem od podatków (do 1910 roku). W przeciągu XIX wieku znacznie wzrosłą liczba ludności: w 1850 roku kraj ten zamieszkiwało 125 000, a na początku XX wieku już 285 000 mieszkańców.
Za rządów Rafaela Iglasiasa Castro dochodziło do wzmacniania autorytarnej władzy oligarchów ze stronnictwa liberałów. Jednym ze środków mających wspierać ten proces było powołanie Partii Związku Narodowego. Przeprowadzanie wyborów kontrolowała armia, co pozwalało liberałom na forsowanie swoich kandydatów. Tak w 1902 roku wybory wygrał Ascensión Esquivel Ibarra. Takiego sukcesu w 1905 roku nie udało się powtórzyć Gonzálezowi Víquezowi, który nie zdobył wymaganej większości głosów. W tej sytuacji pomocy w rozstrzygnięciu wyników elekcji udzieliło wojsko, które po ogłoszeniu stanu wyjątkowego aresztowało i deportowało pozostałych kandydatów. Dzięki temu Víquez mógł w 1906 roku przejąć funkcję głowy państwa.
W czasie rządów liberałów starano się zwiększyć liczbę imigrantów. Korzystna sytuacja gospodarcza sprzyjała inwestycjom w sektorach oświaty, infrastruktury i rolnictwa. Hamował je częściowo niedobór pracowników, bowiem budowa Kanału Panamskiego przyciągnęła część kostarykańskiej siły roboczej. Zaradzić temu miała ustawa imigracyjna, przyjęta przez Kongres w listopadzie 1908 roku. Zakładała ona przydzielenie nowo przybyłym osobom ziemi i udzielenie im dodatkowej pomocy materialnej. Sukces inicjatywy był umiarkowany – w Kostaryce osiedliło się kilka tysięcy osób, głównie z Włoch, Hiszpanii, Japonii i państw karaibskich. Napływ nieeuropejskich osadników wywołał z kolei reakcję miejscowych rasistów, co doprowadziło do likwidacji wsparcia i wprowadzenia kryterium majątkowego.

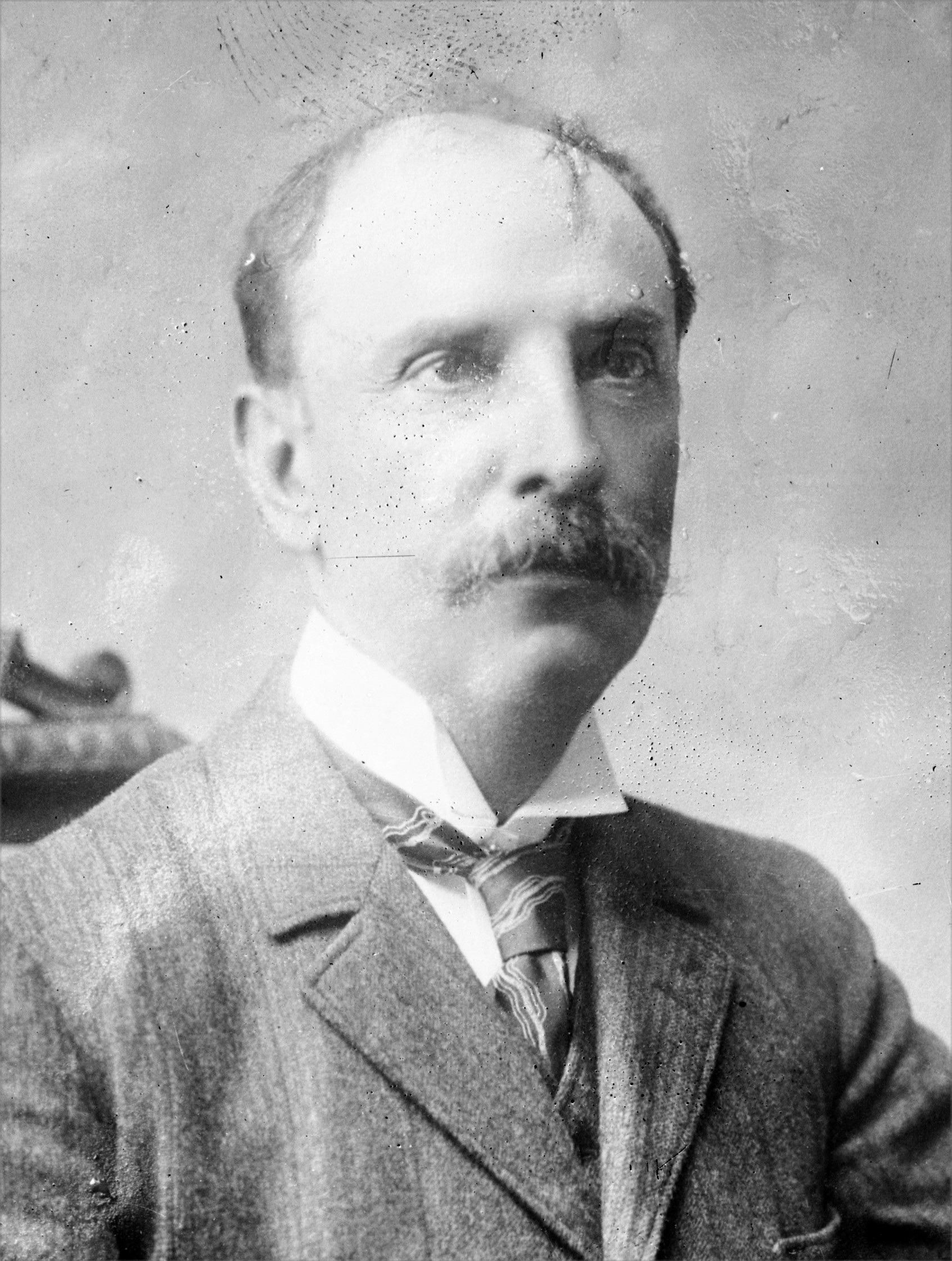
Trzykrotny prezydent Kostaryki republikanin Ricardo Jiménez Oreamuno

Sposób objęcia władzy przez Víqueza nie wzbudził zachwytu części młodych liberałów. W ramach nieformalnej grupy „Olimp” usiłowali doprowadzić do faktycznej demokratyzacji życia politycznego państwa. Dążenia te przyniosły efekty – wybory w 1909 roku zostały przeprowadzone uczciwie, nowym prezydentem został republikanin Ricardo Jiménez Oreamuno. W trakcie kadencji Oreamuno wprowadzono bezpośrednie prawo wyborcze oraz zniesiono cenzus majątkowy i edukacyjny dla przyszłych kandydatów. Jednak to nie wybory wyłoniły kolejnego prezydenta. Urząd objął w 1914 roku Alfredo González Flores – w wyniku wycofania się dwóch kandydatów został on wybrany przez Kongres.

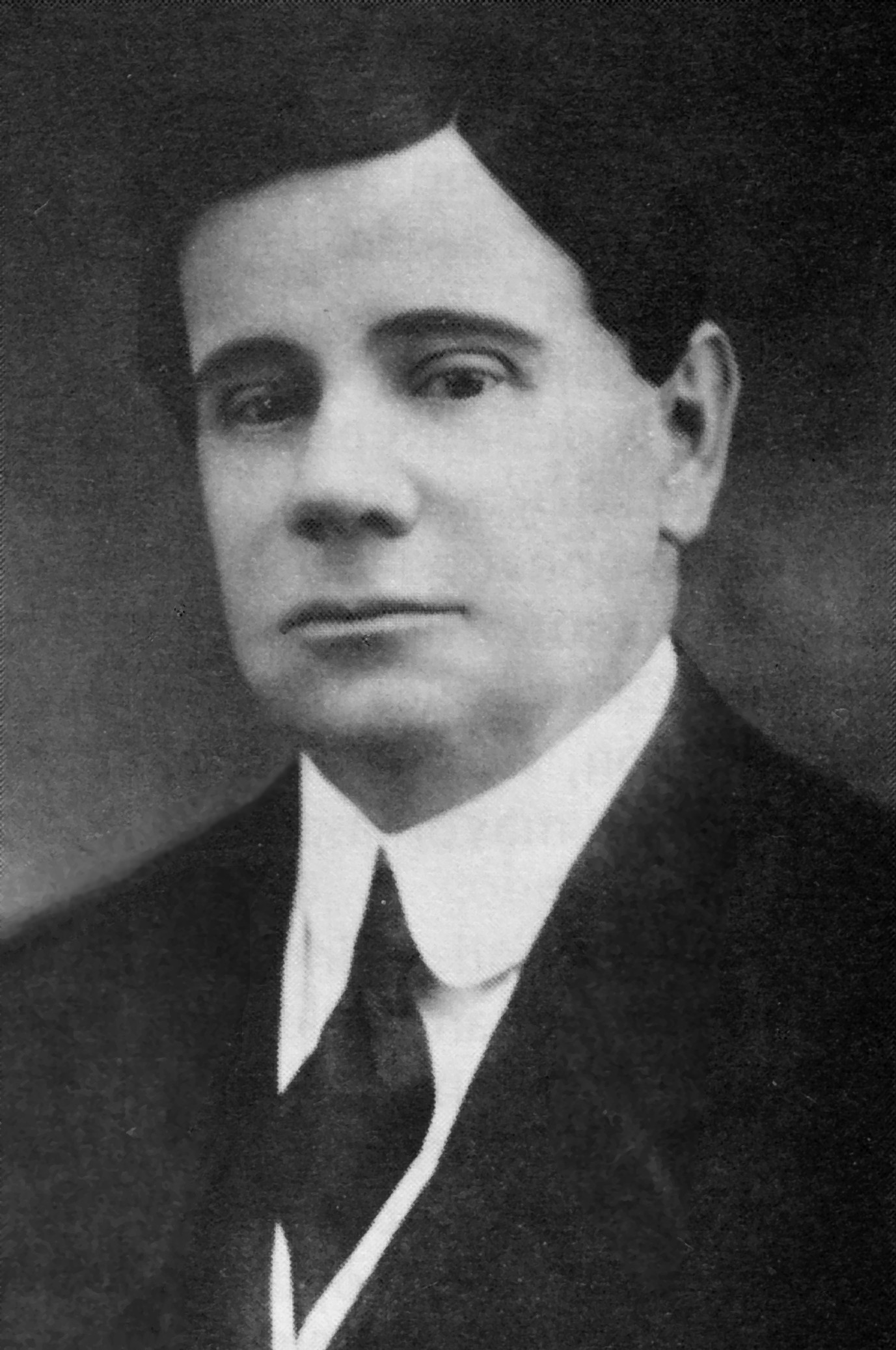
Federico Tinoco Granados nie zdołał zaprowadzić w Kostaryce długoletniej dyktatury

W wyniku wybuchu I wojny światowej w kraju narastał kryzys ekonomiczny. Środki zaradcze przedsięwzięte przez Floresa wzbudziły opór wśród latyfundystów. Przy ich poparciu, 23 stycznia 1917 roku, ówczesny minister wojny generał Federico Tinoco Granados obalił prezydenta i przejął władzę dyktatorską. Zamach ten (jak i probrytyjskie posunięcia Tinoco) nie spotkał się z uznaniem prezydenta USA Woodrowa Wilsona, który rozpoczął bojkot Kostaryki i wspieranie demokratycznej opozycji. W czerwcu 1919 roku Kostarykanie zbuntowali się przeciwko Tinoco, zaś w sierpniu zamordowano jego brata. Skłoniło to dyktatora do opuszczenia kraju. Nowy prezydent Julio Acosta García doprowadził do osłabienia pozycji rządu. W państwie na sile wezbrał ruch związkowy, któremu przewodziła marksistowska Powszechna Konfederacja Robotników (od 1932 roku Partia Reformatorska). W 1921 roku związkowcy przeprowadzili strajk generalny. W wyborach 1923 roku stanęli naprzeciw siebie przywódca marksistów – zabiegający o poparcie katolików były ksiądz – Jorge Volio Jiménez i były liberalny prezydent Ricardo Jiménez Oreamuno (który zwyciężył).
Początkowy okres drugiej kadencji Jiméneza Oreamuno przypadł na korzystną sytuację ekonomiczną w Kostaryce, co pozwoliło mu na zwiększenie wydatków na oświatę – analfabetyzm spadł w 1927 roku do 24 procent. Z powodu niedoboru rąk do pracy w 1924 roku złagodzono prawo antyimigracyjne, zaostrzono je ponownie pod wpływem wielkiego kryzysu w latach 1930 i 1931. Do Kostaryki przybyło kilkadziesiąt tysięcy imigrantów, głównie z Hondurasu i Jamajki – którzy znaleźli zatrudnienie na plantacjach bananów i kawy. Wielki kryzys spowodował radykalizację społeczeństwa. Rasistowskie nastroje doprowadziły między innymi do debaty w Kongresie na temat wprowadzenia eugeniki mającej propagować wzór idealnego fizycznie Kostarykanina. Na drugim biegunie utworzona została w czerwcu 1931 roku Komunistyczna Partia Kostaryki. W wyborach w 1932 roku po raz trzeci zwyciężył Jiménez (w drugiej turze wymusił na oponencie rezygnację z dalszego kandydowania). Aby przeciwdziałać wpływom komunistów ustalił on w 1932 roku płacę minimalną na głównych plantacjach Kostaryki. Dalsze pogarszanie się sytuacji ekonomicznej doprowadziło w sierpniu 1934 roku do wybuchu strajków w całym państwie. Jiménez stanął częściowo po stronie strajkujących i doprowadził do ustępstw ze strony United Fruit Company. W miarę poprawy sytuacji gospodarczej wprowadzał kolejne reformy socjalne. Politykę tę kontynuował wyłoniony w wyborach w 1936 roku faszyzujący Leon Cortés Castro.
W 1940 roku prezydenturę objął Rafael Ángel Calderón Guardia z Partii Republikańsko-Narodowej. Za jego prezydentury miały miejsce intensywne reformy społeczne, które znacznie obciążyły budżet państwa. Jednocześnie prezydent skupiał w swoich rękach coraz większą władzę, mając zagwarantowane wsparcie komunistów (od czerwca 1943 Partia Awangardy Ludowej) i episkopatu. Do znacznych napięć wewnętrznych doprowadził atak niemieckiego okrętu podwodnego na statek United Fruit Company, przeładowywany w Puerto Limón. Przywódca komunistów Manuel Mora wykorzystał uroczystości żałobne w celu podżegania do ataku na zamieszkałych w Kostaryce obywateli państw Osi. Przeciwstawił się temu José „Pepe” Figueres Ferrer, który zaatakował Calderóna i Morę na antenie radia. Został on natychmiast aresztowany i deportowany.

### Wojna domowa

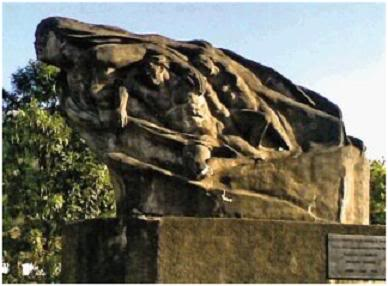
Pomnik ofiar wojny domowej w dystrykcie Santa María de Dota

Politykę Guardii kontynuował jego sojusznik Teodoro Picado Michalski, który objął rządy w 1944 roku. Nieznaczne koncesje na rzecz opozycji spowodowały jej istotne wzmocnienie. Na jej czele stał Leon Cortés Castro, a po jego śmierci w marcu 1946 roku – José Figueres Ferrer, który powrócił z wygnania i założył Partię Socjaldemokratyczną. Skandal, który „Pepe” Figueres wywołał próbą zakupu broni w Meksyku, doprowadził do utraty jego popularności. Kandydatem opozycji w wyborach 1948 roku został Otilio Ulate Blanco. Mimo że uzyskał on większość głosów, nie przejął władzy, gdyż zasiadający w Kongresie zwolennicy Calderóna unieważnili głosowanie.
Walki wybuchły 12 marca 1948 roku z inicjatywy Figueresa. W ciągu miesiąca zdołał on opanować przy wsparciu Legionu Karaibskiego część państwa i stanąć przed stolicą. Walki przeciągały się do 24 kwietnia ze względu na nieustępliwość komunistów, w czasie ich trwania poległo około 2000 osób. Pokonani Calderón Guardia i Picado Michalski opuścili teren Kostaryki, by przy wsparciu nikaraguańskiego dyktatora podjąć w grudniu tego roku nieudaną próbę odzyskania władzy.
W walki Figueres Ferrer powołał Juntę Założycielską Drugiej Republiki (hiszp. Junta Fundadora de la Segunda República) i stanął na jej czele. Junta aresztowała część swoich przeciwników i rozpoczęła przeprowadzanie licznych reform, kontynuowano przy tym ich dotychczasowy socjalny charakter. Jednym z ważniejszych postulatów Ferrera było zniesienie armii, przeciwko czemu 2 kwietnia 1949 roku zbuntowała się (nieskutecznie) część oficerów. W celu wyłonienia nowej konstytucji 8 grudnia 1948 roku przeprowadzono wybory do Zgromadzenia Konstytucyjnego, w których zwolennicy Ulate Blanco zdecydowanie pokonali bohatera rewolucji. Ostatecznie jednak ustawa zasadnicza przyjęta w sierpniu 1949 roku zawierała wiele z propozycji „Pepe” Figueresa. Okres przejściowy zakończył się 8 listopada 1949 roku, kiedy to władza została przekazana wyborczemu zwycięzcy z 1948 roku – Ulate Blanco.

### Państwo bez wojska
Prezydentura Ulate Blanco to okres rozwoju gospodarczego Kostaryki. Rząd zainteresowany był poprawą sytuacji finansowej, a w drugiej połowie kadencji prezydenta aktywnie wspierał industrializację. Mimo sukcesów ekonomicznych dawali o sobie znać zwolennicy Calderóna Guardii – przeprowadzili oni serię zamachów bombowych w San José wiosną 1951 roku.
W 1953 roku do władzy powrócił Figueres Ferrer, na czele założonej w październiku 1951 roku Partii Wyzwolenia Narodowego (hiszp. Partido de Liberación Nacional, PLN). Za jego rządów kontynuowano industrializację gospodarki, jednak bez doraźnych efektów. Figueres wrócił do zainicjowanych przez siebie socjalnych reform, co znacznie zwiększyło liczbę urzędników w państwie. Z socjalnych działań rządu dużą rolę odgrywało dotowanie budownictwa mieszkaniowego. Głównym źródłem finansowania była tu United Fruit Company, z którą prezydent renegocjował umowy. Na nowych warunkach firma ta wprowadzała do budżetu państwa 42% jego dochodów.
W wyborach 1958 roku Partia Wyzwolenia Narodowego miała problemy z decyzją co do wyboru kandydata oraz spraw programowych. Wykorzystała to Partia Związku Narodowego – kandydujący z jej ramienia Mario Echandi Jiménez pokonał Fransicso Orlicha Bolmarchicha. Zmiana na czele państwa oznaczała częściowe zerwanie z wprowadzonymi przez Figueresa reformami. Próba restauracji armii nie powiodła się, w zamian za to wzmocniono policję i włączono pod jej zwierzchność Gwardię Narodową. Dzięki wsparciu finansowemu Stanów Zjednoczonych rząd mógł prowadzić hojną politykę socjalną – w 1961 roku przeprowadzono kosztowną reformę systemu ubezpieczeń społecznych. Środki na objęcie ubezpieczeniem wszystkich pracowników okazały się jednak niewystarczające, co spowodowało znaczący wzrost długu publicznego. Mimo udzielonego wsparcia Kostaryka nie włączyła się w antykomunistyczne działania USA, w tym zwłaszcza w próbę obalenia kubańskiego reżimu.
Podczas rządów Elendiego do Kostaryki powrócił Calderón Guargia. Na czele założonej w tym celu Partii Republikańskiej rozpoczął ubieganie się o prezydenturę. Agitację wyborczą oparł głównie na atakach pod adresem obecnej władzy, na co analogicznie odpowiedział mu kandydat rządu Otilio Ulate Blanco. Konflikt ten przyniósł 4 lutego 1962 roku zwycięstwo wyborcze kandydatowi liberałów – Francisco Orlichowi Bolmarcichowi. Nowy prezydent dążył do industrializacji państwa. Środki wyłożone na ten cel nie przyniosły oczekiwanych efektów, a Kostaryka zaciągała kolejne zagraniczne pożyczki wydawane również w sferze socjalnej. Doprowadziło to do kryzysu gospodarczego, z którym zmierzyć musiał się kolejny prezydent. José Joaquín Trejos Fernández popierany przez ugrupowania Ulate Blanco i Calderóna pokonał 6 lutego 1966 roku wystawionego przez Partię Wyzwolenia Narodowego Daniela Odubera Quirósa. Na zastane problemy gospodarcze nałożył się dodatkowo katastrofalny dla rolnictwa wybuch wulkanu Irazú. Radykalne cięcia wydatków państwa narzucone przez Międzynarodowy Fundusz Walutowy zostały storpedowane przez zdominowany przez PLN Zgromadzenie Narodowe. Zastosowane przez Trejosa alternatywne reformy doprowadziły do Konfliktu Kostaryki ze Środkowoamerykańskim Wspólnym Rynkiem.

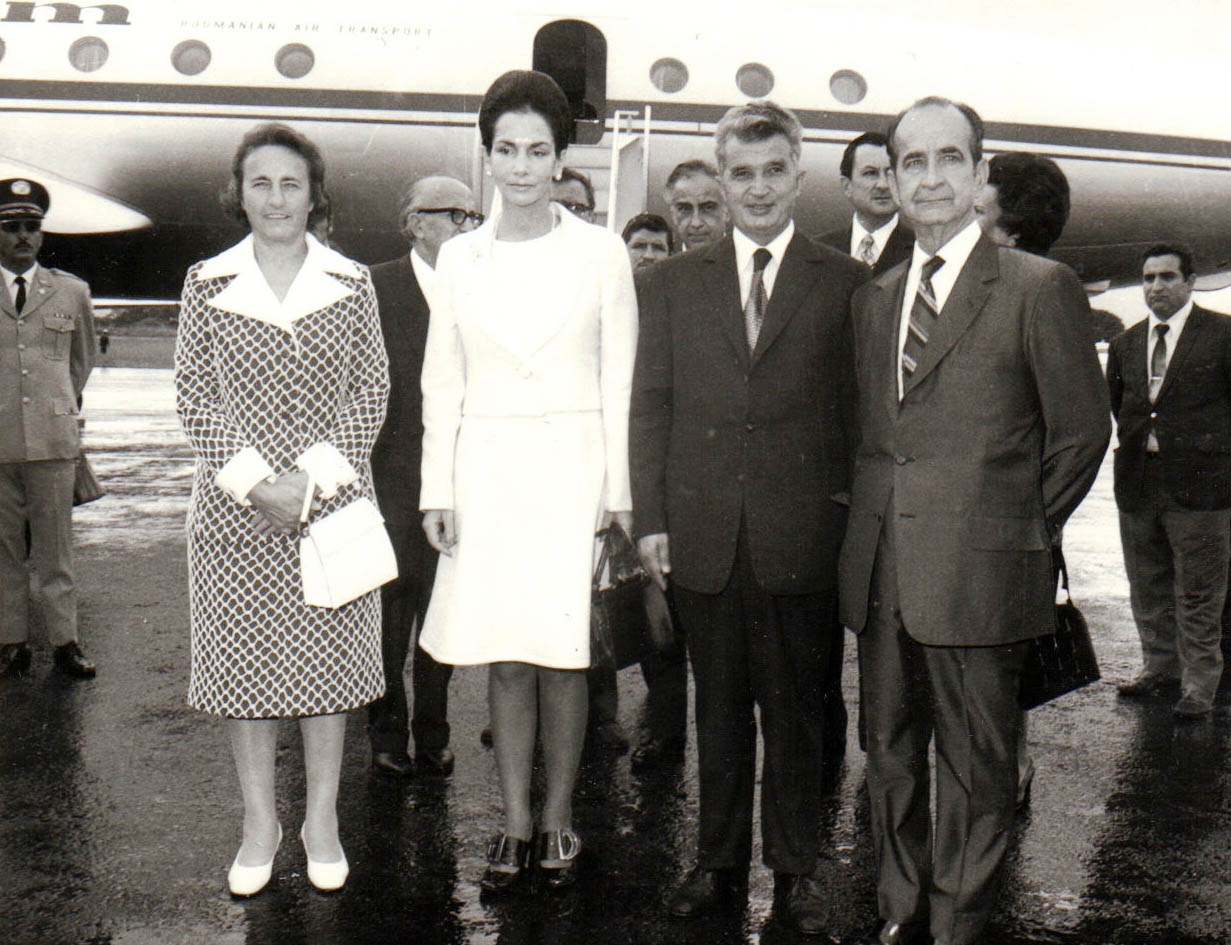
José Figueres Ferrer (w pasiastym krawacie) podczas oficjalnej wizyty Nicolae Ceaușescu (z żoną) w Kostaryce

Po wyborach 1 lutego 1970 roku stanowisko prezydenta objął ponownie Figueres Ferrer. Zrewidował on swój dotychczasowy antykomunizm. Rozpoczął starania o legalizację partii komunistycznej (doszło do tego w 1975 roku), wspierał księży głoszących teologię wyzwolenia oraz nawiązał stosunki z państwami bloku wschodniego – Związkiem Radzieckim, Węgrami i Rumunią. Zaproponowana wymiana handlowa – ropa naftowa za kawę – okazała się niemożliwa na dłuższą metę ze względu na wzrost cen w trakcie kryzysu naftowego. Mimo to Figueres podtrzymywał swoją postawę i we wrześniu 1974 roku, wraz z Kolumbią i Wenezuelą, zasugerował o zakończenie bojkotu Kuby przez Organizację Państw Amerykańskich. Tendencje te oznaczały pogorszenie stosunków ze Stanami Zjednoczonymi. Już w styczniu 1971 roku CIA wsparła nieudaną próbę zbrojnego przewrotu dokonaną przez Ruch Wolnej Kostaryki (hiszp. Movimiento Costa Rica Libre). W trakcie tej kadencji zlikwidował on instytucję wpływowych jefe político. Nieustannie forsowana przez prezydenta industrializacja zaczęła odnosić skutki – w ciągu lat 80. eksport towarów przemysłowych wzrósł około 4,3 raza, zaś udział tego sektora w PKB wzrósł z 19,9 w 1970 do 25,5 procenta w 1978 roku. Dużym zastrzykiem dla inwestycji były dochody pozyskane z nacjonalizacji Kostarykańskiej Rafinerii Ropy Naftowej. Populistyczna polityka rządu oraz śmierć Otilio Ulate, która rozbiła opozycję, pozwoliły PLN na kontynuowanie rządów w kolejnej kadencji. Za sterami państwa od 1974 roku zasiadał Daniel Oduber Quirós. Rządy Odubera Quirósa to kontynuacja koncepcji gospodarczych Ferrera. Interwencjonistyczna polityka realizowana za pośrednictwem Kostarykańskiej Korporacji Rozwoju przynosiła wymierne korzyści, wzbudzała jednak niechęć sektora prywatnego. Dochody państwa wydawane były na najhojniejsze w regionie świadczenia socjalne, oraz na utrzymanie rzeszy urzędników. Ta ostatnia warstwa rozrosłą się w czasie kadencji Odubera o połowę – z 87 do 130 tysięcy – stanowiło to 19 procent pracowników, na których utrzymanie szło 28 procent dochodu państwa.
PLN nie była w stanie utrzymać popularności przez dwie kadencje. Już w trakcie pierwszej dały o sobie znać afery korupcyjne, w których zamieszany był sam Figueres Ferrer. Coraz silniej dawały o sobie znać rozbieżności w łonie partii. Grupa złożona z Figuerresa, Odubera i Orlicha forsowała w niej soją politykę. Spotykało się to z krytyką innych działaczy, którzy trójkę tą określali jako klikę (hiszp. argolla). Kryzys wybuchł w 1976 roku w związku z rządowym projektem zmian w konstytucji. Krytyczna poprawka wprowadzała limit dwóch kadencji, przez które jedna osoba mogła pełnić urząd prezydenta. Nie spotkała się ona z aprobatą posłów PLN, a dalsze próby przeforsowania jej wewnątrz partii zostały storpedowane przez Figueresa. Na wynik wyborów 5 lutego 1978 roku wpływ miały również niepewne nastroje dotyczące sytuacji ekonomicznej państwa. Wyborcy opowiedzieli się za kandydatem Związku Opozycyjnego.
Kadencja Rodrigo Carazo Odio to okres największych problemów finansowych państwa. W jej trakcie dług publiczny wzrósł ponad 3 razy – z 840 mln do 3 mld dolarów. Rząd zaprzestał dokonywania spłaty zadłużenia we wrześniu 1981 roku, nie udało mu się dotrzymać zobowiązań wobec MFW. Próby szukania dodatkowych dochodów poprzez podniesienie podatków oraz cen skutecznie blokowała PLN. Zmienione zostało natomiast prawo bankowe. W sześć lat od zezwolenia na powstawanie banków komercyjnych, założono ich już 16, rozwijało się również prywatne szkolnictwo. Na próby ratowania sytuacji ekonomicznej państwa ostro odpowiadały związki zawodowe. W tej sytuacji wybory z 7 lutego 1982 roku zakończyły się porażką rządzącej ekipy i powrót PLN do sterów władzy.
Podczas dwóch kolejnych kadencji rządów Partii Wyzwolenia Narodowego sytuacja gospodarcza znacznie się poprawiła. Przyczynił się do tego program stabilizacji gospodarczej prezydenta Luisa Monge Alvareza, który opierał się na otrzymywaniu pomocy zagranicznej. Zahamowano inflację (90% w 1982 roku, 11% w 1985 roku), spadło bezrobocie (10% w 1982 roku, 6,6% w 1985 roku), osiągnięto wzrost gospodarczy (poniżej -7% w 1982 roku, +5,5% w 1989 roku). Optymistyczna sytuacja gospodarcza pod koniec kadencji Óscara Ariasa Sáncheza zachęciła rząd do zwiększenia wydatków, czemu sprzeciwił się minister finansów podając się do dymisji. W Kostaryce znacznie rozwinął się sektor ponadnarodowych korporacji, korzystających z taniej siły roboczej. Tak zwani maquiladoras, przy wydatnym wsparciu państwa, zwiększyli swoją produkcję z 64 mln do 384 mln w latach 1983–1990. Ten oraz inne czynniki spowodował reorientacje kierunku eksportu kostarykańskich towarów przemysłowych. O ile w 1984 roku był on skierowany głównie na rynek środkowoamerykański (73,9%), a tylko 15% trafiało do USA, to w 1989 roku proporcje te się niemal wyrównały (24,8% do 34,7%).

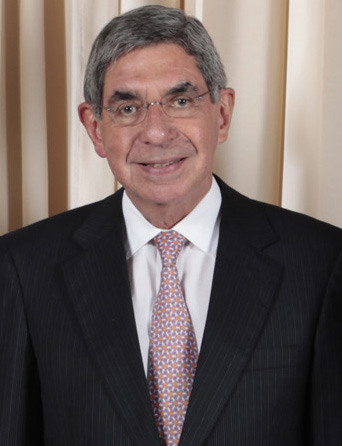
Laureat pokojowej Nagrody Nobla i dwukrotny prezydent Kostaryki Óscar Arias Sánchez

W tym okresie kluczową kwestią w polityce zagranicznej Kostaryki był stosunek do Nikaragui. W 1979 roku doszło w tym kraju do rewolucji, która obaliła reżim Somozy i doprowadziła do przejęcia władzy przez radykalnie lewicowych Sandinistów. Rodrigo Rodrigo Carazo Odio początkowo wspierał antysomozowską opozycję, a po zwycięstwie rewolucji opowiadał się za frakcją Edena Pastory – terceristas. Gdy Nikaragua zbaczała coraz bardziej w stronę socjalizmu, Carazo przeszedł na pozycje neutralności wobec zachodniego sąsiada. O ile za jego rządów Kostaryka stale odmawiała Stanom Zjednoczonym prawa do zakładania baz dla contras, to jego następca nie miał już podobnych zastrzeżeń. Minister spraw zagranicznych Fernando Volio Jiménez opowiedział się zdecydowanie po stronie północnoamerykańskiej demokracji. Wsparcie udzielane przez rząd dla partyzantów nie przypadło do gustu społeczeństwu, obawiającemu się reperkusji. Mimo dymisji gorliwego ministra (w lipcu 1983 roku) i ogłoszenia wieczystej neutralności państwa (17 listopada 1983 roku) stosunki między sąsiadami pozostawały napięte. Do ważniejszych incydentów doszło w grudniu 1984 roku (naruszenie nietykalności kostarykańskiej ambasady w Nikaragui w celu porwania uchodźcy) i w maju 1985 roku (zastrzelenie dwóch kostarykańskich członków straży granicznej). Kostaryka nie wykazała entuzjazmu wobec planu pokojowego grupy z Contadory. Sytuacja zmieniła się po kolejnych wyborach. Óscar Arias Sánchez, mimo negatywnego stosunku do nikaraguańskiego reżimu, nie zgadzał się na bazy contras w Kostaryce. W trzecim miesiącu jego prezydentury (maj 1986 roku) stosunki między oboma państwami uległy normalizacji. Największym sukcesem prezydenta był plan pokojowy, który łączył zakończenie działań zbrojnych w regionie z demokratyzacją. Plan został przedstawiony 15 lutego 1987 roku, zaś 7 sierpnia głowy państw Ameryki Centralnej podpisały porozumienie „Esquipulas II”. Jeszcze w tym samym roku Arias otrzymał pokojową Nagrodę Nobla.

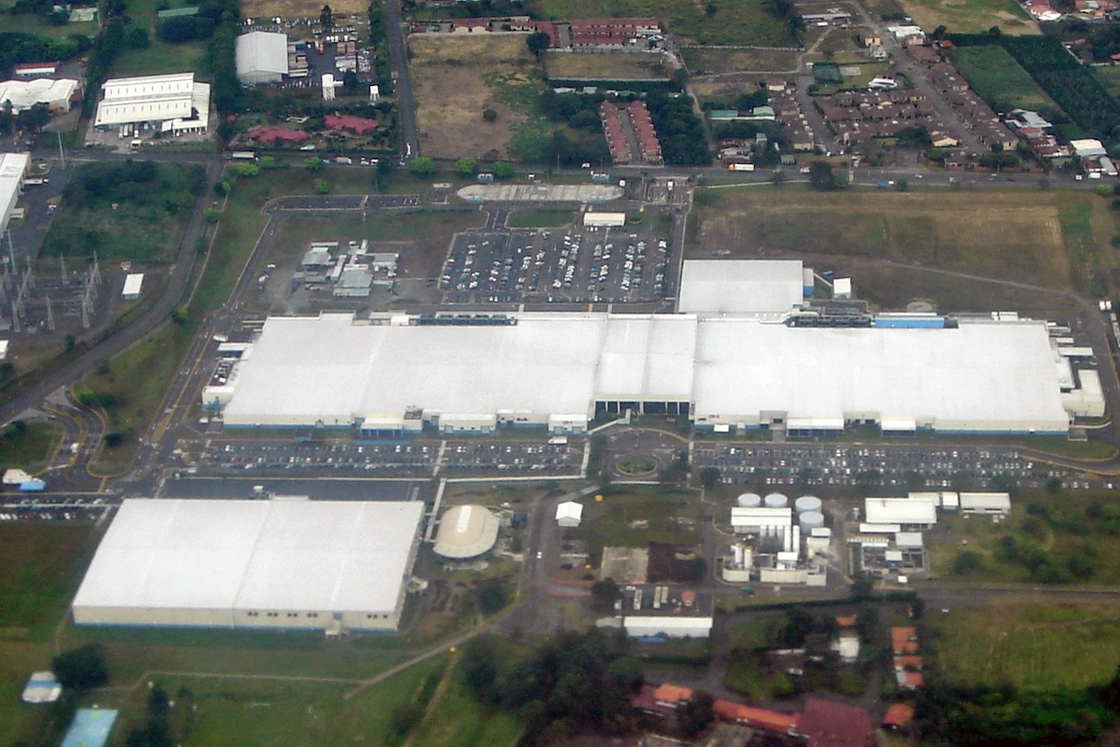
Jedna z kostarykańskich fabryk Intela

Na kampanie wyborczą w 1989 roku wpływ miała afera narkotykowa dotykająca przedstawicieli władzy. Rozpętały ją artykuły opublikowane pod koniec 1986 roku w dzienniku La Nación. Dotyczyły one powiązań między mafią narkotykową a wierchuszką PLN. Raport specjalnej komisji potwierdził część doniesień, lecz nie spowodował postawieniem nikogo w stan oskarżenia. W takich okolicznościach wybory wygrała Partia Jedności Chrześcijańsko-Społecznej (PUSC, hiszp. Partido Unidad Social Cristiana), a nowym prezydentem został Rafael Ángel Calderón Fournier, syn Calderóna Guardii. Kraj na nowo pogrążał się w kryzysie gospodarczym (inflacja na poziomie 27,5%, deficyt budżetowy na poziomie 7%) i nowy rząd, mimo populistycznych obietnic wyborczych, rozpoczął realizować Plan Stabilizacji Gospodarczej (ogłoszony przez prezydenta 30 maja 1990 roku). Plan zakładał głównie obcięcie wydatków na cele socjalne oraz wzrost cen. Nie spotkał się on z entuzjazmem obywateli, co zaowocowało licznymi manifestacjami. Na skutek czynników zewnętrznych – silne trzęsienie ziemi, wzrost cen ropy naftowej, brak płynności cen bananów i kawy – w 1991 roku gospodarka Kostaryki przeżywała dodatkowe trudności. W 1992 roku odnotowano już pokaźny wzrost gospodarczy na poziomie 7,2%, przeciwnicy rządu podkreślali jednak, że dzieje się to kosztem zwiększenia nierówności społecznych i spadku solidarności. Na kolejne oszczędności zaplanowane przez rząd na 1993 rok, pracownicy sektora publicznego zareagowali strajkiem, który w lipcu 1993 roku sparaliżował państwo i zmusił władzę do ustępstw płacowych. Innym ciosem w popularność PUSC była afera narkotykowa, choć powołana z jej okazji komisja oskarżyła polityków obu partii o finansowanie przez narkobiznes. W takich okolicznościach wybory w lutym 1994 roku wygrała PLN. Po synu Calderona Guardii prezydentem został syn Figueresa Ferrera – José María Figueres Olsen.
Mimo że nowy prezydent zakładał zwiększenie nakładów na cele socjalne, szybko powrócił do planu stabilizacji gospodarczej PUSC. Współpraca obu partii pozwoliła na sprawne wprowadzenie niezbędnych reform, chociaż parlamentarzyści PLN nie zgodzili się na prywatyzację kluczowych dla gospodarki przedsiębiorstw. Sytuacja ekonomiczna uległa poprawie głównie za sprawą wzrostu dochodów z eksportu i turystyki, w której Kostaryka osiągnęła czołową pozycję w regionie (57,3% dochodów państw Ameryki Centralnej z tego sektora przypadało na Kostarykę). Bardzo ważnym czynnikiem dla rozwoju kostarykańskiej gospodarki było umiejscowienie w państwie w 1998 roku czterech zakładów firmy Intel.
W kraju zanotowano duży wzrost przestępczości, która utrzymywała się na niepokojącym poziomie pomimo dofinansowania policji i zaostrzenia kar dla nieletnich. Brak sukcesu w tej dziedzinie, afery korupcyjne i niezadowolenie z reform spowodowały kolejną zmianę na szczeblach władzy. PUSC powróciła do władzy z bezwzględną większością w parlamencie, a prezydentem został jej kandydat – Miguel Ángel Rodríguez Echeverría.
Pod koniec XX wieku w Kostaryce pojawił się problem uchodźców i zarobkowych imigrantów z Nikaragui. W październiku 1983 roku Wysoki Komisarz Narodów Zjednoczonych do spraw Uchodźców określił liczbę pierwszej grupy na 70–100 tysięcy, z czego tylko 21,7 tysiąca miało zarejestrowany oficjalnie status. Większym problemem dla Kostaryki byli nielegalni imigranci zarobkowi. W 1998 roku było ich już pół miliona, co przy 4 milionach rodowitych Kostarykanów stanowiło istotny problem. Wynikiem były napięcia między dwoma państwami i narodami. Władze Kostaryki nałożyły na przybyszów kary finansowe oraz odsyłały ich do ojczyzny, a w społeczeństwie narastały nastroje ksenofobiczne. Sytuację załagodził huragan Mitch, gdyż w obliczu tragedii w Nikaragui prezydent umożliwił imigrantom zalegalizowanie swojego pobytu.
Stosunki zagraniczne Kostaryki na przełomie tysiącleci to przejście od postawy izolacjonistycznej w regionie, do integracji. Ważną inicjatywą mającą zintegrować państwa Ameryki Centralnej był Parlament Środkowoamerykański. Instytucja ta wywodzi swój rodowód z porozumienia „Esquipulas II”. Została zainaugurowana w październiku 1991 rok w Gwatemali. Kostaryka odmówiła uczestnictwa w projekcie, argumentując to troską o swą suwerenność. Podobnie negatywnie ustosunkowała się do założonej w kwietniu 1993 roku Czwórki Środkowoamerykańskiej. Państwa wchodzące w jej skład (Salwador, Gwatemala, Nikaragua i Honduras) pod naciskiem Kostaryki zrezygnowały z unii walutowej ograniczając się do unii celnej. W lutym 1999 roku to Kostaryka zorganizowała regionalną konferencję w San José. Dotyczyła ona współpracy w walce z mafią narkotykową. Rezultatem były ustalenia co do zaostrzenia przepisów i koordynacji służb. Spadek poziomu życia i korupcja wśród rządzących spowodowały wzrost napięcia społecznego w 1999 i demonstracje rolników w 2000 roku.
Zwrot w kostarykańskiej postawie nastąpił po wyborach w lutym 2002 roku. Nowo wybrany (z ramienia PUSC) Abel Pacheco zakomunikował chęć wejścia Kostaryki do unii celnej. Harmonogram prac ustalono 20 czerwca na spotkaniu w Granadzie. Kostaryka podpisała też porozumienie CAFTA (28 maja 2004 roku), które czyniło poważne kroki w celu bezcłowego handlu ze Stanami Zjednoczonymi. W czasie prezydentury Pacheco nie zabrakło jednak i konfliktów międzynarodowych. Zaliczają się do nich spór z Nikaraguą o użytkowanie rzeki San Juan oraz z Hondurasem o import drobiu i wołowiny – tak zwana „wojna mięsna” przypadająca na 2002 rok.
W wyborach 5 lutego 2006 roku zwyciężył Óscar Arias Sánchez.